# Bajram Curri (město)
Bajram Curri je město v severní části Albánie, poblíž hranice s Kosovem. Bajram Curri je správním střediskem okresu Tropojë v  kraji Kukës. Město je pojmenováno podle národního hrdiny Bajrama Curriho. Žije zde přibližně 5 300 obyvatel.

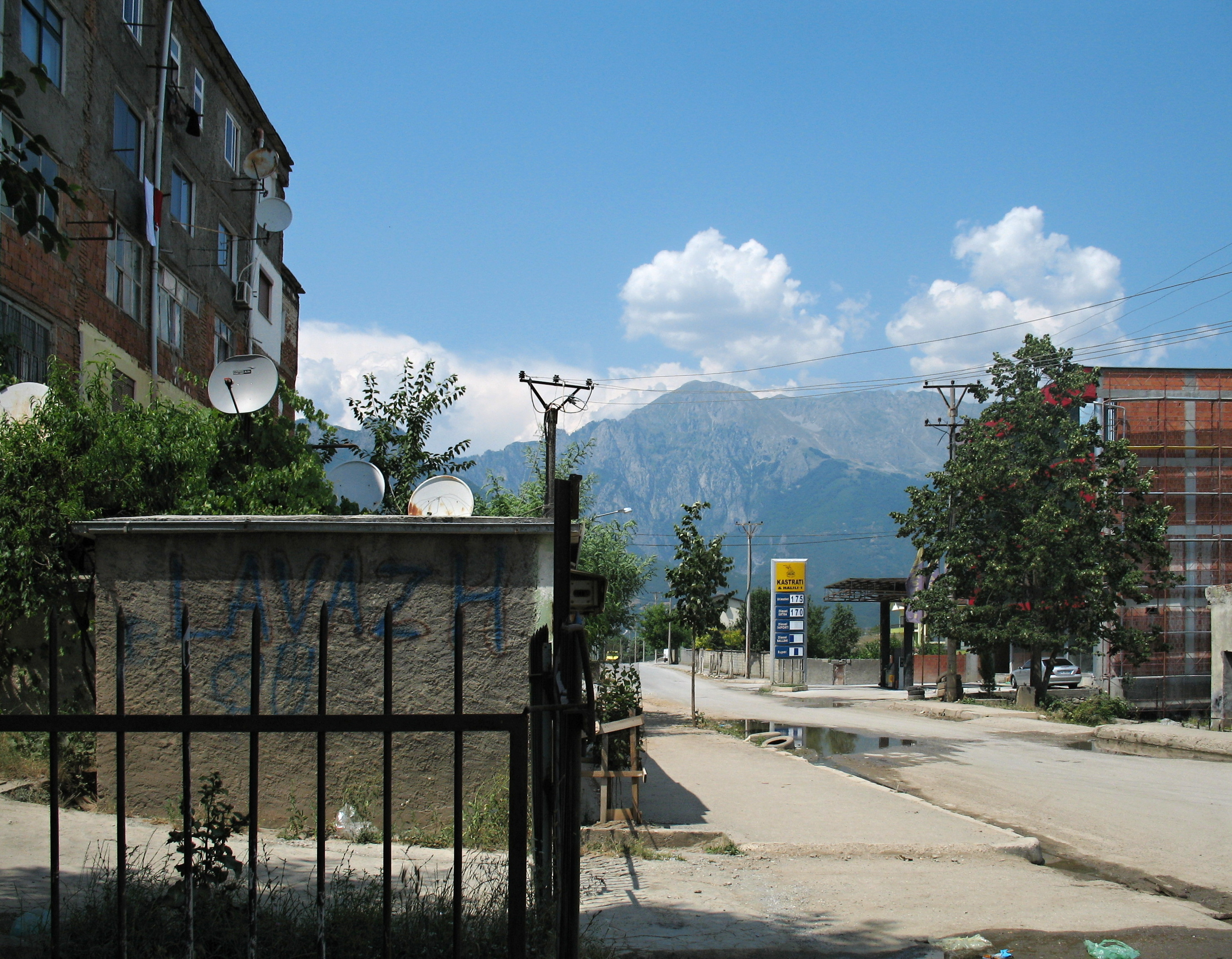
Ulice v Bajram Curri